# Oligosoma newmani
Oligosoma newmani — вид сцинкоподібних ящірок родини сцинкових (Scincidae). Ендемік Нової Зеландії. Вид названий на честь новозеландського зоолога Вільяма Роя Макгрегора.

## Поширення і екологія
Ophiomorus newmani мешкають на заході Південного острова Нової Зеландії, зокрема в регіоні Вест-Кост та у Національному парку Нельсон-Лейкс, а також на острові Стівенс. Вони живуть в різноманітних природних середовищах, від прибережних чагарників і луків до боліт, на висоті до 1400 м над рівнем моря.

## Збереження
МСОП класифікує цей вид як вразливий. Oligosoma newmani загрожує хижацтво з боку інтродукованих тварин.